# Grane, Drôme
 Grane  là một xã thuộc tỉnh Drôme trong vùng Auvergne-Rhône-Alpes đông nam nước Pháp. Xã Grane, Drôme nằm ở khu vực có độ cao từ 113-505 mét trên mực nước biển.